# Tournoi de tennis de Tokyo (WTA 1993)
Le tournoi de tennis de Tokyo est un tournoi de tennis professionnel féminin. L'édition 1993, classée en catégorie Tier I, se dispute du 1er au 7 février 1993.
Martina Navrátilová remporte le simple dames. En finale, elle bat Larisa Neiland, décrochant à cette occasion le 162e titre de sa carrière sur le circuit WTA.
L'épreuve de double voit quant à elle s'imposer Martina Navrátilová et Helena Suková.

## Résultats en simple

### Parcours
| No | Joueuse             | Résultat   | Ultime adversaire       |
| -- | ------------------- | ---------- | ----------------------- |
| 1  | Steffi Graf         | 1/2 finale | Martina Navrátilová (3) |
| 3  | Martina Navrátilová | Victoire   | Larisa Neiland          |
| 4  | Jana Novotná        | 1/2 finale | Larisa Neiland          |
| 5  | Manuela Maleeva     | 2e tour    | Nathalie Tauziat        |
| 6  | Mary Pierce         | 1er tour   | Pam Shriver             |
| 7  | Helena Suková       | 1er tour   | Gigi Fernández          |
| 8  | Lori McNeil         | 1er tour   | Larisa Neiland          |

| No | Joueuse         | Résultat      | Ultime adversaire       |
| -- | --------------- | ------------- | ----------------------- |
| 1  | Yone Kamio      | 1/4 de finale | Steffi Graf (1)         |
| 2  | Ai Sugiyama     | 1er tour      | Martina Navrátilová (3) |
| 3  | Ayako Hirose    | 1er tour      | Yayuk Basuki            |
| 4  | Kristie Boogert | 2e tour       | Rika Hiraki (WC)        |

| No | Joueuse         | Résultat      | Ultime adversaire |
| -- | --------------- | ------------- | ----------------- |
| 1  | Kyoko Nagatsuka | 1er tour      | Jana Novotná (4)  |
| 2  | Rika Hiraki     | 1/4 de finale | Larisa Neiland    |

| No | Joueuse       | Résultat | Ultime adversaire |
| -- | ------------- | -------- | ----------------- |
| 1  | Tamaka Takagi | 1er tour | Rika Hiraki (WC)  |

## Résultats en double

### Parcours
| No | Équipe                         | Résultat | Ultimes adversaires       |
| -- | ------------------------------ | -------- | ------------------------- |
| 1  | Kerry-Anne Guse Danielle Jones | 1er tour | Rika Hiraki Monique Kiene |

| No | Équipe                      | Résultat      | Ultimes adversaires                |
| -- | --------------------------- | ------------- | ---------------------------------- |
| 1  | Manuela Maleeva Ai Sugiyama | 1/4 de finale | Gigi Fernández Natasha Zvereva (1) |